# Kenley Jansen
Kenley Geronimo Jansen (ur. 30 września 1987 w Willemstad) – pochodzący z Curaçao baseballista występujący na pozycji miotacza (relief pitchera) w Los Angeles Dodgers.

## Przebieg kariery
W listopadzie 2004 podpisał kontrakt jako wolny agent z Los Angeles Dodgers. Zawodową karierę rozpoczął na pozycji łapacza w Ogden Raptors i GCL Dodgers (poziom Rookie), gdzie grał w 2005 i 2006. Sezon 2007 spędził Ogden Raptors i Great Lakes Loons (Class A), gdzie występował również w 2008. W 2009 był w składzie reprezentacji Holandii na turnieju World Baseball Classic. Sezon 2009 rozpoczął od występów w Inland Expire 66ers (Class A-Advanced), gdzie został przekwalifikowany na miotacza, a 21 maja 2009 został zawodnikiem Albuquerque Isotopes (Triple-A).
Po występach w Chattanooga Lookouts (Double-A), 23 lipca 2010 został powołany do składu Los Angeles Dodgers i dzień później zadebiutował w Major League Baseball w meczu przeciwko New York Mets. 25 lipca 2010 w meczu z Mets zaliczył pierwszy save w MLB. 31 sierpnia 2010 w spotkaniu z Philadelphia Phillies zaliczył pierwsze odbicie, zaś 11 września 2010 pierwsze zwycięstwo w MLB. W marcu 2013 otrzymał powołanie do reprezentacji Holandii na turniej World Baseball Classic. 
20 czerwca 2016 w meczu z Washington Nationals pobił klubowy rekord należący do Érica Gagné, zaliczając 162. save w karierze. W lipcu 2016 został po raz pierwszy powołany do NL All-Star Team. 24 sierpnia 2016 w spotkaniu z San Francisco Giants zaliczył 604. strikeout w MLB i został samodzielnym liderem klubowej klasyfikacji wszech czasów relieverów. W sezonie 2016 zaliczył 47 save’ów w National League (2. wynik w lidze), miał najlepszy w MLB wskaźnik WHIP i otrzymał Reliever of the Year Award dla najlepszego relievera w National League.
10 stycznia 2017 podpisał nowy, pięcioletni kontrakt wart 80 milionów dolarów z Dodgers. 11 czerwca 2017 w meczu przeciwko Cincinnati Reds zaliczył 200. save w MLB.

## Nagrody i wyróżnienia
| Nagroda/wyróżnienie           | Lata             | Źródło       |
| 3× All-Star                   | 2016, 2017, 2018 | [ 1 ] [ 11 ] |
| NL Reliever of the Year Award | 2016             | [ 13 ]       |